# Macky Sall
Macky Sall (francouzská výslovnost: [maki sal]; * 11. prosince 1961) je senegalský politik, v letech 2012 až 2024 čtvrtý prezident Senegalu. V letech 2004–2007 byl senegalským premiérem, mezi roky 2007 a 2008 poté předsedou dolní komory parlamentu (Assemblée nationale du Sénégal). Dlouhá léta byl členem liberální Senegalské demokratické strany (Parti Démocratique Sénégalais), avšak po konfliktu s jejím lídrem a bývalým prezidentem Abdoulayem Wadem založil před prezidentskými volbami roku 2012 vlastní stranu Aliance pro republiku (Alliance pour la république). Jako svého premiéra jmenoval Abdoula Mbaye. Krátce po svém zvolení do úřadu vyvolal parlamentní hlasování o zrušení senátu. Jeho návrh byl 12. září 2012 schválen. Sall předem oznámil, že takto ušetřené peníze budou využity k opravě škod po pravidelných povodních a stavbě protipovodňových opatření. V rozhovoru 28. září zmínil nelegitimitu senátu, který byl ze 35 % tvořen zastupiteli občanů a ze 65 % osobnostmi vybranými předešlým prezidentem. V tomtéž rozhovoru zmínil, že hodlá zkrátit prezidentské volební období ze sedmi na pět let a omezit maximální počet volebních období na dvě, aby se Senegal přiblížil demokratickým standardům.
Do druhého volebního období byl zvolen 24. února 2019, když hned v prvním kole získal 58,26 % hlasů.

## Vyznamenání
- velkokříž Národního řádu lva – Senegal

- Řád Amílcara Cabrala I. třídy – Kapverdy, 2014[7]
- velkokříž s řetězem Řádu prince Jindřicha – Portugalsko, 23. května 2017[8]
- rytíř Nassavského domácího řádu zlatého lva – Lucembursko, 21. ledna 2018
- velkodůstojník Řádu čestné legie – Francie

- velkodůstojník Řádu Plejády Asociace frankofonních parlamentů – Mezinárodní organizace frankofonie